# 西部城
西部城是巴西戈亚斯州的一个市镇。总面积388.162平方公里，总人口48778人，人口密度125.7人/平方公里。